# ダヌ
ダヌまたはダナ (Danu/Dana)（またはアヌまたはアナ、(Anu/Ana)）は、アイルランド神話（ケルト神話）に登場するトゥアハ・デ・ダナーン（ダーナ神族）の母であり、また生命の母神ともされる。900年頃成立の『コルマクの語彙集』には、「アナはアイルランドの神々の母」と記されている。しかし、神話上には僅かにしかみられない。
ダヌのウェールズ語 (Welsh) の同意義語はドーン(Dôn)。
ブリギッドやアヌとも同一視される。
ダグザ、ディアン・ケヒト、リル、ゴヴニュ、ヌアダの母でもある。

## ダヌの認知の古さ
ドナウ川 (Danube) （ラテン語：Danuvius）、ドニエストル川 (Dniester) 、ドニプロ川 (Dniepr) 、ドン川 (Don) のような地名の形跡を根拠として、ダヌはおそらくケルト全域で崇拝されていた。実際のところ、インド神話に登場するアスラ神族の「ダヌ」（Danu）という名前を持つ女神がケルト神話のダヌとも関係していることが、この女神が非常に古い時代のインド・ヨーロッパ系神話の起源をもつことを示しているとされている。
また、「dhanu」の名は「swift（迅速さ）」という意味を元来持つと見られる。